# Ламар-Гайтс (Міссурі)
Ламар-Гайтс (англ. Lamar Heights) — селище (англ. village) в США, в окрузі Бартон штату Міссурі. Населення — 170 осіб (2020).

## Географія
Ламар-Гайтс розташований за координатами 37°29′40″ пн. ш. 94°17′36″ зх. д. / 37.49444° пн. ш. 94.29333° зх. д. (37.494409, -94.293375).  За даними Бюро перепису населення США в 2010 році селище мало площу 2,08 км², з яких 2,03 км² — суходіл та 0,05 км² — водойми.

## Демографія
Згідно з переписом 2010 року, у місті мешкало 178 осіб у 79 домогосподарствах у складі 47 родин. Густота населення становила 86 осіб/км².  Було 90 помешкань (43/км²).
Расовий склад населення:
| - 98,9 % — білих |

До двох чи більше рас належало 1,1 %. Частка іспаномовних становила 1,1 % від усіх жителів.
За віковим діапазоном населення розподілялося таким чином: 23,0 % — особи молодші 18 років, 61,3 % — особи у віці 18—64 років, 15,7 % — особи у віці 65 років та старші. Медіана віку мешканця становила 45,0 року. На 100 осіб жіночої статі у місті припадало 91,4 чоловіків;  на 100 жінок у віці від 18 років та старших — 82,7 чоловіків також старших 18 років.
Середній дохід на одне домашнє господарство  становив 42 067 доларів США (медіана — 28 036), а середній дохід на одну сім'ю — 56 315 доларів (медіана — 48 000). За межею бідності перебувало 22,4 % осіб, у тому числі 23,9 % дітей у віці до 18 років та 21,6 % осіб у віці 65 років та старших.
Цивільне працевлаштоване населення становило 78 осіб. Основні галузі зайнятості: освіта, охорона здоров'я та соціальна допомога — 29,5 %, виробництво — 12,8 %, сільське господарство, лісництво, риболовля — 9,0 %, оптова торгівля — 7,7 %.